# Pauline V. Young
Pauline Vislick Young (geborene Pauline Vislick)  (* 1896 im russischen Polen; † 27. Januar 1977 in Modesto, Kalifornien) war eine amerikanische Soziologin und Sozialarbeiterin. Ihre Studie The pilgrims of Russian-town zählt zum Kanon der Chicagoer Schule der Soziologie.
Pauline Vislick wanderte vor Kriegsbeginn 1914 aus dem damals russischen Polen in die USA aus, wo sie den Soziologen Erle Fiske Young heiratete. Von 1915 bis zum Bachelor-Examen 1919 studierte sie an der Universität Chicago Soziologie. Schon während des Studiums arbeitete sie als Sozialarbeiterin (Family Case Worker) bei der Chicagoer Niederlassung des amerikanischen Roten Kreuzes. Zudem arbeitete sie als Rechercheurin für Gesundheits- und Wohlfahrtsorganisationen und war ehrenamtliche Mitarbeiterin der United Charities in Chicago unter der dortigen polnischen Bevölkerung. Daneben setzte sie ihr Studium der Soziologie an der Universität von Südkalifornien in Los Angeles fort, wo sie 1925 das Master-Examen ablegte und 1930 zur Ph.D. promoviert wurde. Ihre maschinenschriftliche Doktorarbeit Assimilation problems of Russian Molokans in Los Angeles, wurde 1932 mit einem Vorwort von Robert E. Park und dem Titel The pilgrims of Russian-town von der University of Chicago Press publiziert. Ab 1925 arbeitete Young als staatliche Sozialökonomin (California State Social Economist). 

## Schriften (Auswahl)
- The pilgrims of Russian-town. University of Chicago Press, Chicago 1932.
- Interviewing in social work. A sociological analysis. McGraw-Hill, New York 1935.
- Social treatment in probation and delinquency. Treatise and casebook for court workers, probation officers, and other child welfare workers. McGraw-Hill Book Company, New York/London 1937
- Scientific social surveys and research. An introduction to the background, content, methods, and analysis of social studies. Prentice-Hall, New York 1939.
- Social case work in national defense. A cultural approach to the problems of enlisted men and their families. Prentice-Hall, New York 1941.